# Барбадас
Барбадас (гал. Barbadás, ісп. Barbadás) — муніципалітет в Іспанії, у складі автономної спільноти Галісія, у провінції Оренсе. Населення — 9177 осіб (2009).
Муніципалітет розташований на відстані близько 410 км на північний захід від Мадрида, 5 км на південний захід від Оренсе.
Муніципалітет складається з таких паррокій: Барбадас, Бентрасес, Лойро, Піньйор, Собрадо-до-Біспо, А-Валенса.

## Демографія
Динаміка населення (INE ):

## Галерея зображень

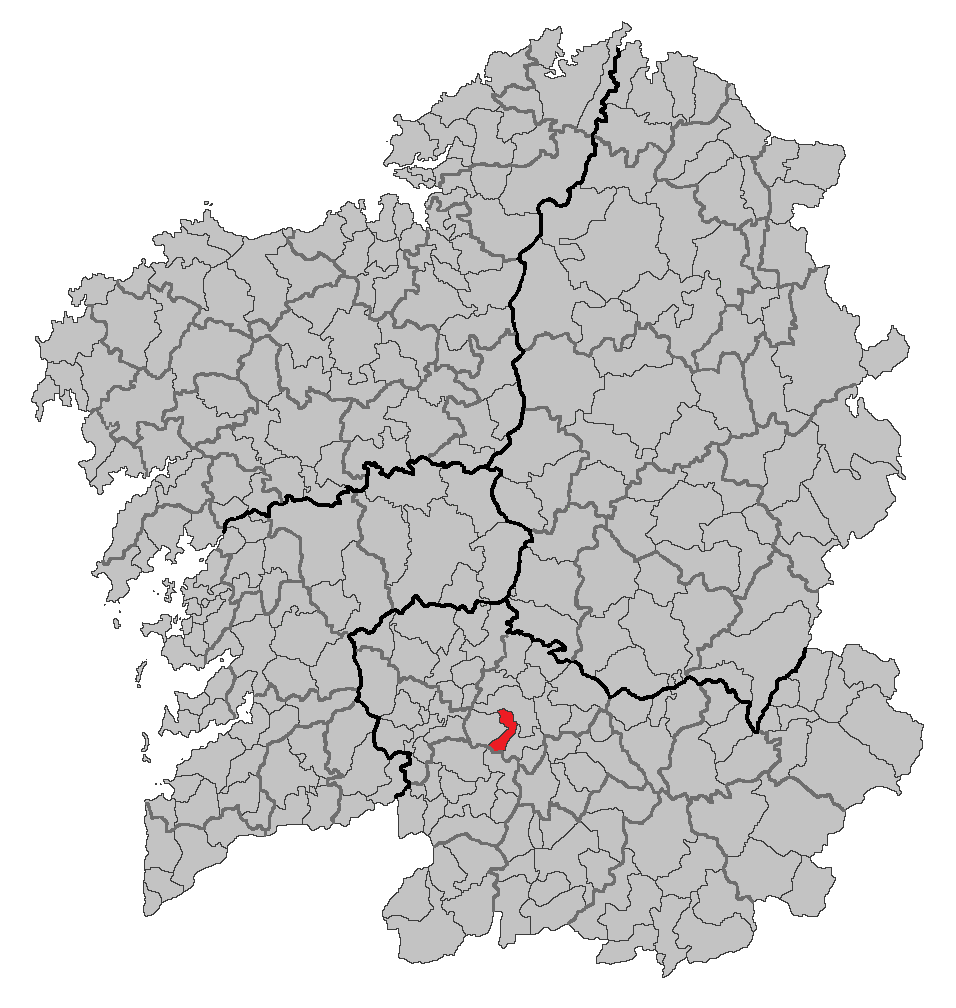
Розташування муніципалітету